# Ольнуа-су-Лан
Ольнуа́-су-Лан (фр. Aulnois-sous-Laon) — коммуна во Франции, находится в регионе Пикардия. Департамент коммуны — Эна. Входит в состав кантона Лан-1. Округ коммуны — Лан.
Код INSEE коммуны — 02037.

## Население
Население коммуны на 2010 год составляло 1292 человека.
| 1962 | 1968 | 1975 | 1982 | 1990 | 1999 | 2010 |
| ---- | ---- | ---- | ---- | ---- | ---- | ---- |
| 944  | 913  | 900  | 1090 | 1146 | 1218 | 1292 |

## Экономика
В 2010 году среди 838 человек трудоспособного возраста (15—64 лет) 581 были экономически активными, 257 — неактивными (показатель активности — 69,3 %, в 1999 году было 66,1 %). Из 581 активных жителей работали 520 человек (280 мужчин и 240 женщин), безработных было 61 (26 мужчин и 35 женщин). Среди 257 неактивных 69 человек были учениками или студентами, 101 — пенсионерами, 87 были неактивными по другим причинам.